# Egodystoniczna orientacja seksualna
Egodystoniczna orientacja seksualna, inaczej orientacja seksualna niezgodna z ego – egodystoniczne zaburzenie psychiczne charakteryzujące się posiadaniem orientacji seksualnej lub pociągu, który stoi w sprzeczności z wyidealizowanym obrazem siebie, co powoduje niepokój oraz pragnienie zmiany orientacji lub uzyskania większego komfortu z własną orientacją seksualną. Nie jest to określenie wrodzonej orientacji seksualnej, ale konflikt pomiędzy orientacją, którą się chce mieć, a orientacją, którą się rzeczywiście posiada.

## Klasyfikacja

### ICD
Egodystoniczna orientacja seksualna znajduje się w klasyfikacji ICD-10, w kategorii diagnostycznej Zaburzenia psychologiczne i zaburzenia zachowania związane z rozwojem i orientacją seksualną, do której zalicza się również:
- Zaburzenia dojrzewania seksualnego – cierpienie z powodu niepewności co do własnej tożsamości płciowej lub orientacji seksualnej, które prowadzi do wystąpienia lęku lub depresji. Większość przypadków występuje u młodzieży, która ma wątpliwości, jaka jest ich orientacja seksualna albo u osób z ustaloną orientacją, które będąc często w długotrwałych związkach zauważyły, że ich orientacja seksualna ulega zmianie[1].
- Zaburzenie związków seksualnych – trudności z nawiązaniem i utrzymaniem związku z powodu nieprawidłowej identyfikacji płciowej lub nieprawidłowych preferencji seksualnych[1].
- Inne zaburzenia rozwoju psychoseksualnego[1]
- Zaburzenia rozwoju psychoseksualnego, nieokreślone[1]

Następujące kody służą do wskazania odmian rozwoju seksualnego lub orientacji seksualnej, które dla pacjenta mogą stanowić problem:
- F66.x0 – Heteroseksualna
- F66.x1 – Homoseksualna
- F66.x2 – Biseksualna
- F66.x8 – Inne, w tym występujące przed okresem dojrzewania

#### Usunięcie kategorii diagnostycznej przez WHO
W 2013 roku Stały Komitet Lekarzy Europejskich i World Professional Association for Transgender Health, a w 2014 roku Amerykańskie Towarzystwo Psychologiczne i powołana przez Światową Organizację Zdrowia (WHO) Grupa Robocza ds. Klasyfikacji Zaburzeń Seksualnych i Zdrowia Seksualnego zarekomendowały WHO usunięcie tej kategorii diagnostycznej z klasyfikacji ICD-11. Nowa klasyfikacja została opublikowana 18 czerwca 2018 roku i nie zawiera już tej kategorii. ICD-11 została zatwierdzona przez Światowe Zgromadzenie Zdrowia 25 maja 2019 roku i zacznie obowiązywać od 1 stycznia 2022 roku.
Argumenty za usunięciem podane przez Grupę Roboczą ds. Klasyfikacji Zaburzeń Seksualnych i Zdrowia Seksualnego:
- Gdyby kategoria diagnostyczna F66 była rzeczywiście powszechnie stosowana, powinien istnieć dowód tego zastosowania. Zamiast tego wydaje się jednak, że osoby homoseksualne są zazwyczaj leczone pod kątem powszechnych zaburzeń psychicznych, takich jak depresja, zaburzenia lękowe i problemy związane z używaniem substancji. Badanie na temat powszechnych obaw osób homoseksualnych pokazało, że obawy dotyczące orientacji seksualnej były stosunkowo rzadkie[9].
- Istnienie tej kategorii może być szkodliwe, ponieważ zwraca ona uwagę na treść (np. na rozpad związku z osobą tej samej płci w przeciwieństwie do partnera innej płci) lub na indywidualne cechy, które pozbawione są znaczenia klinicznego lub które poddają patologizacji normalne zachowania.
- Podkategorie „zaburzenia dojrzewania seksualnego” i „zaburzenie związków seksualnych” nie były przedmiotem publikacji naukowych według stanu na dzień 10 stycznia 2014 roku. Nie znaleziono także żadnej publikacji naukowej dotyczącej zaburzeń rozwoju psychoseksualnego. Ostatnie zweryfikowane odniesienie do „homoseksualizmu egodystonicznego” zostało opublikowane w 1995 roku[10].
- Przejrzenie literatury nie ujawniło żadnych naukowych doniesień na temat leczenia zaburzeń F66. Nie znaleziono również dowodów na to, że problem tożsamości płciowej lub orientacji seksualnej wymaga zastosowania specjalnych interwencji, które znacznie różnią się od powszechnych metod leczenia niepokoju, lęku, depresji i innych zaburzeń psychicznych. Najkorzystniejsza opieka kliniczna dla osób o orientacji homoseksualnej nie różni się niczym od opieki nad osobami heteroseksualnymi[11].
- Oddziaływania mające na celu zmianę orientacji seksualnej danej osoby zostały uznane za wykraczające poza zakres praktyki etycznej[11][12][13].
- Zaburzenia F66 nie doprowadziły do rozwoju badań, nie są rutynowo zgłaszane do Światowej Organizacji Zdrowia przez żadne państwo członkowskie i nie są wykorzystywane przez WHO do obliczania globalnego obciążenia chorobami.
- Stosowanie kategorii F66 może powodować opóźnienia lub błędy w dokładnej diagnozie i leczeniu homoseksualnych pacjentów. Zachowanie tej kategorii może również zostać uznanie za wsparcie nieefektywnych i nieetycznych terapii, których celem jest zmiana orientacji homoseksualnej na heteroseksualną[11].

### DSM
Kategoria diagnostyczna „homoseksualizm egodystoniczny” została usunięta z DSM w 1987 roku (wraz z publikacją DSM-III-R). Zaburzenia seksualne są nadal obecne w DSM w kategorii „zaburzenia seksualne, niewyszczególnione gdzie indziej”. Jednym z zaburzeń w tej kategorii jest „uporczywy i wyraźny niepokój związany z orientacją seksualną”, co można uznać za podobne do tego, co WHO określa jako egoistoniczną orientację seksualną.

## Diagnoza
ICD-10 rozpoznaje egodystoniczną orientację seksualną, kiedy:
Identyfikacja płciowa lub seksualne preferencje (heteroseksualne, homoseksualne, biseksualne lub prepubertalne) nie budzą wątpliwości, ale dana osoba chciałaby, żeby były one inne z powodu związanych z nimi zaburzeń psychicznych i behawioralnych, a także może szukać możliwości leczenia w celu ich zmiany.
W klasyfikacji ICD-10 znajduje się przy tym informacja, że „orientacji seksualnej – samej w sobie – nie należy uważać za zaburzenie”.
Pacjenci są niekiedy nadal diagnozowani jako mający ten problem. Jest to często wynikiem niekorzystnych i nietolerancyjnych postaw w społeczeństwach lub też konfliktu pomiędzy popędami seksualnymi a systemem wierzeń.

## Metody leczenia
Istnieje wiele metod leczenia egoistonicznej orientacji seksualnej związanej z homoseksualizmem. Nie istnieje żadna znana terapia dla innych rodzajów egoistonicznej orientacji seksualnej. Terapia może mieć na celu zmianę orientacji seksualnej, zachowania seksualnego lub pomóc klientowi poczuć się bardziej komfortowo z jego orientacją seksualną i zachowaniami. Grupy na rzecz praw człowieka oskarżyły niektóre kraje o wykonywanie tych zabiegów na homoseksualistach egosyntonicznych. Leczenie może obejmować próby zmiany orientacji seksualnej lub terapię mającą na celu złagodzenie napięcia. Ponadto, niektórzy poszukują również nieprofesjonalnych metod, takich jak konsultacje religijne lub uczestnictwo w grupach „byłych gejów”.

### Psychoterapia afirmatywna
Psychoterapia afirmująca homoseksualizm pomaga osobom LGB przeanalizować i zaakceptować ich orientację seksualną i związane z nią związki seksualne. Psychologowie oraz całokształt głównego nurtu medycyny opowiadają się za tym, że homoseksualizm i biseksualizm nie są wskaźnikami chorób psychicznych.

#### Grupy wsparcia dla osób LGB
Grupy LGB pomagają zapobiegać i łagodzić stres mniejszościowy, marginalizację i izolację. Skupiają się one na pomaganiu osobie o egodystonicznej orientacji seksualnej, by zaakceptowała swoją orientację seksualną.

### Próby zmiany orientacji seksualnej
Grupa robocza powołana przez APA odkryła, że tożsamość religijna i to, jak ktoś na zewnątrz komunikuje swoją orientację seksualną (zob. tożsamość seksualna) może rozwijać się poprzez życie. Psychoterapia, grupy wsparcia i wydarzenia życiowe mogą mieć wpływ na to, w jaki sposób ktoś się określa prywatnie i publicznie. Podobnie, samoświadomość i postrzeganie siebie może ewoluować podczas terapii. Niektórzy lekarze utrzymują, że poprawa może być widoczna w adaptacji emocjonalnej (redukcja wstydu i samo-napiętnowania), a także w osobistych przekonaniach, wartościach i normach (zmiana przekonań religijnych i moralnych oraz zachowań i motywacji). Jednakże takie podejście do leczenia jest powszechnie uważane za nieodpowiednie, ryzykowne i potencjalnie szkodliwe dla jednostki.

## Powiązania z religią
Terminy egodystoniczny i egosyntoniczny są używane przez Kościół rzymskokatolicki w tym znaczeniu, że według obrońcy praw gejowskich Bernarda Lyncha, księża, którzy są homoseksualni, ale egodystoniczni, czyli „nienawidzą swojej homoseksualności”, są dopuszczalni, tymczasem kandydaci do kapłaństwa egosyntoniczni, czyli ci, którzy akceptują swoją seksualność, nie mogą być brani pod uwagę.
Niektóre kościoły publikują szczegółowe instrukcje dla duchowieństwa dotyczące sposobu sprawowania posługi wobec gejów i lesbijek. Są to między innymi „Ministry to Persons with a Homosexual Inclination”, wydane przez Kościół katolicki, oraz „God Loveth His Children”, wydane przez Kościół Jezusa Chrystusa Świętych w Dniach Ostatnich. W 1994 roku jeden z kościołów w Kościele Prezbiteriańskim USA zorganizował konferencję zatytułowaną „Droga do wolności: Poszukiwanie uzdrowienia dla homoseksualistów”. APA prosi przywódców religijnych, aby zaakceptowali, że orzekanie o empirycznych zagadnieniach naukowych z zakresu psychologii nie wchodzi w zakres ich kompetencji.

## Klasyfikacja ICD10
| kod ICD10     | nazwa choroby                                                                                |
| ------------- | -------------------------------------------------------------------------------------------- |
| ICD-10: F66   | Zaburzenia psychologiczne i zaburzenia zachowania związane z rozwojem i orientacją seksualną |
| ICD-10: F66.0 | Zaburzenia dojrzewania seksualnego                                                           |
| ICD-10: F66.1 | Orientacja seksualna niezgodna z ego (egodystoniczna)                                        |
| ICD-10: F66.2 | Zaburzenie związków seksualnych                                                              |
| ICD-10: F66.8 | Inne zaburzenia rozwoju psychoseksualnego                                                    |
| ICD-10: F66.9 | Zaburzenia rozwoju psychoseksualnego, nieokreślone                                           |